# Patinatge en línia

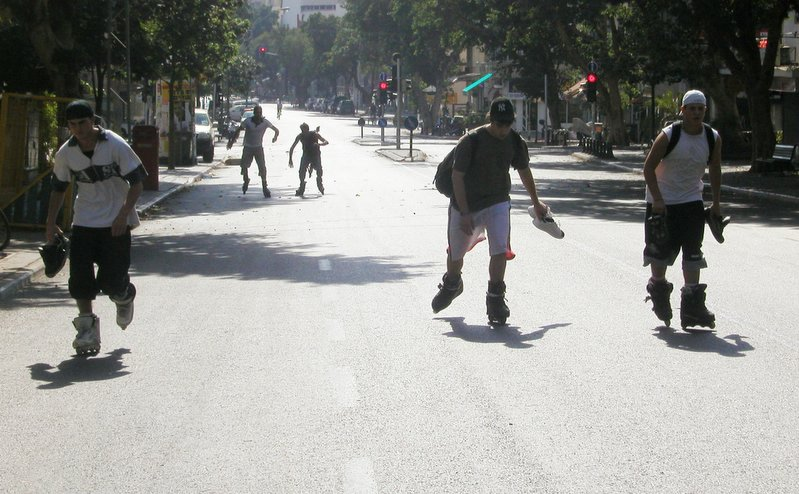
Patinatge en línia en grup.

El patinatge en línia és un esport consistent en moure’s sobre patins en línia, tant amb fins esportius com per afició. Té una àmplia gamma de disciplines esportives, va evolucionar a partir del patinatge sobre rodes,

## Tècnica
La tècnica del patinatge en línia és prou similar a la del patinatge sobre gel encara que la fricció més gran resulta en velocitats més baixes.
Les diverses especialitats del patinatge en línia han contribuït al llarg del temps a desenvolupar elements tècnics molt variats, alguns heretats del patinatge sobre gel i el patinatge sobre rodes, altres de completament nous. Tanmateix, és possible d'identificar un bagatge tècnic d’habilitats bàsiques comunes a les diverses disciplines i prou codificat, que hauria de formar part de les habilitats adquirides per tots els patinadors en línia de bon nivell. Entre les organitzacions internacionals que han creat un pla d'estudis de tècniques bàsiques, amb instructors acreditats, cal esmentar el Programa de certificació en línia (ICP), que posa a disposició dels clips de vídeo de demostració de franc.
Les principals tècniques inclouen empentes, corbes, encreuaments cap endavant, diversos modes de frenada i aturada, encreuaments de patinatge i reculada, transicions cap endavant i cap enrere i viceversa, eslàlom cap endavant i cap enrere en dos peus i en un peu, salts, els "tres" externs i interns, i molt més.
Més enllà de les explicacions següents, adquirir les tècniques requereix observació, en la pràctica i amb el vídeo, la capacitat d’entendre els elements essencials dels moviments, un esperit d’emulació, propiocepció i alguna dosi de passió i perseverança.